# Last Days (2005)
Last Days ist ein US-amerikanisches Filmdrama aus dem Jahr 2005, dessen fiktive Geschichte durch die letzten Tage von Kurt Cobain inspiriert ist. Regie führte Gus Van Sant, der auch das Drehbuch schrieb und als Filmeditor tätig war.

## Handlung
Der Film zeigt die letzten Tage im Leben des gefeierten Rockstars Blake, der sich aus seinem turbulenten Leben zurückgezogen hat. Er lebt zusammen mit vier Freunden und Bandkollegen in einem abgelegenen, heruntergekommenen Jagdschloss. Es wird nicht deutlich, wie viel Zeit vergeht. Blake wandert entrückt durch Wälder, durch das Haus und über das Grundstück. Er zeigt ein entfremdetes und teilweise psychotisches Verhalten, seine gezeigten Handlungen wirken unzusammenhängend und tranceartig. Er murmelt vor sich hin und kommuniziert nur wenig mit anderen Menschen. Er zieht sich zurück, flüchtet und versteckt sich immer wieder vor Anderen, vor seiner Ex-Frau, die anruft und auch vor seinen Freunden, die von seinem Geld leben. Es wird gezeigt, dass er von Bekannten, seinem Manager und von einem Privatdetektiv gesucht wird. Im Laufe des Films wird deutlich, dass Blake vor kurzem aus einer Entzugsklinik geflohen ist, sein wirres Verhalten hängt mit Drogenkonsum zusammen. Er gräbt im Garten eine Zigarrenkiste mit nicht gezeigtem Inhalt aus, die vermutlich Heroin enthält. Auch spielt er mit einem Gewehr, das er im Haus findet. Er schreibt Tagebuch und spielt Gitarre, Schlagzeug und singt. Immer wieder vergeht Zeit, in der er sich im Dämmerzustand befindet. Schließlich stirbt er aus einem nicht erkennbaren Grund im Gartenhäuschen des Anwesens und wird am nächsten Tag vom Gärtner entdeckt. Ob es Suizid war, oder eine (unbeabsichtigte) Drogen-Überdosis, bleibt offen (es ist kein Blut zu sehen, der Körper ist unversehrt). Kurz vor und nach seinem Tod ist eine mysteriöse rotgekleidete Person im Gartenhäuschen zu sehen. Am Ende des Films fliehen seine Mitbewohner vor dem Trubel um Blakes Tod und aus Angst von Anschuldigungen. Seine Leiche wird von der Polizei abtransportiert.

## Kritiken
Roger Ebert schrieb in der Chicago Sun-Times vom 12. August 2005, der Film sei Kurt Cobain gewidmet, doch Blake sei nicht Kurt Cobain. Der Tod der Hauptfigur trage – wie in Gerry und in Elephant – keine Botschaft.
Jonathan Trout schrieb am 29. August 2005 für die BBC, der Film sei „melancholisch“ und „unbestreitbar schön“. Die Kameraarbeit und der Schnitt würden die „Desorientierung von Cobain/Blake“ zeigen. Der Film konzentriere sich jedoch nicht auf das Innere der Hauptfigur, die er um deren „Charisma und Spannung“ bringe.
Die Zeitschrift Cinema schrieb, die Bilder seien „festgehalten von einer nervösen Handkamera“. Der Film sei „durch die endlos langen Einstellungen und das Fehlen jeglicher Handlung schwer genießbar“.
Der Filmkritiker Stefan Grissemann wählte den Film in der Zeitschrift Profil zum besten Film der ersten zehn Jahre des 21. Jahrhunderts.

## Auszeichnungen
Der Film nahm an den Internationalen Filmfestspielen von Cannes 2005 als Wettbewerbsbeitrag teil, wodurch Gus Van Sant für die Goldene Palme nominiert wurde. Leslie Shatz erhielt für den Ton den Technical Grand Prize des Festivals. Der Kameramann Harris Savides wurde im Jahr 2006 für den Independent Spirit Award nominiert.

## Hintergründe
- Der Film wurde in Garrison (New York) und in Portland (Oregon) gedreht.[5]
- Die Durchschnittslänge der nur 132 Einstellungen (ein normaler Film zählt um die 500) des Filmes beträgt ca. 43 Sekunden. Die längste Einstellung ist 8:17 Minuten lang.
- Seine Weltpremiere fand am 13. Mai 2005 bei den Internationalen Filmfestspielen von Cannes statt, dem einige weitere Filmfestivals folgten.
- Am 22. Juli 2005 kam er in ausgewählte Kinos in den USA, in denen er ca. 455 Tsd. US-Dollar einspielte. Die deutsche Premiere folgte am 11. Januar 2007.[6][7]